# Sekret
For betydningen privatsegl, se Sekret (segl)
Sekret (latin secernere, secretum: udskille, afsondre. Secretio: udskillelse)
Ved sekreter i egentlig forstand forstås afsondringer dannede i særlige organer (kirtler), idet sekretet udskilles fra disse gennem særlige udførselsgange.